# Psychoda pseudominuta
Psychoda pseudominuta är en tvåvingeart som beskrevs av Wagner 1978. Psychoda pseudominuta ingår i släktet Psychoda och familjen fjärilsmyggor. Inga underarter finns listade i Catalogue of Life.